# Hoya cumingiana
Hoya cumingiana is een plant uit de maagdenpalmfamilie (Apocynaceae).
De plant wordt gevonden in het tropisch regenwoudgebied van de Filipijnen.
Het is een epifyt met ranke uitlopers waarvan de ranken zich slingeren om heesters en bomen. De plant heeft slanke stelen en hangende takken. De stam is maximaal 2 centimeter breed.
De bladeren zijn smal en elliptisch van vorm, tussen de 2 en 3 centimeter lang en 1,5 tot 2 centimeter breed. De kleur is lichtgroen met een dof aandoend oppervlak.
De bloemen worden gevormd aan de toppen van de uitlopers en de kleur is variërend van lichtgeel tot oranje met een rood centrum. Aan elke bloemtros hangen tussen de zeven tot tien bloemen die een teruggeslagen kroon bezitten. De bloemen geuren naar een mix tussen citroen en kokos. Na de bloei vallen de bloemstengels af.